# Epe van Bootsma
Epe van Bootsma of Epo van Bootsma (overleden Kollum (mogelijk), 19 maart 1609) was een Nederlands bestuurder.

## Biografie
Van Bootsma was een zoon van Hessel van Bootsma (†1552) en His van Camstra (†1580). Epe was een telg uit de familie Van Bootsma. Zijn grootvader Sierck van Riemersma noemde zich naar zijn bezit Van Bootsma. Epes vader Hessel zwoer in 1515 trouw aan Karel V, al werd hij in 1518 verbannen omwille van zijn Bourgondische gezindheid. In 1548 kwam hij echter weer voor in Kollum. Als jongste zoon erfde Epe het stamgoed Bootsma State te Kollum. Op 8 september 1568 werd Van Bootsma samen met zijn zwager Frans Huyghis verbannen. Deze Huyghis was in de periode 1578-1582 grietenijsecretaris van Kollumerland. In 1568 komt ene Epe van Bootsma voor als een van de Friese ballingen in Emden, al is niet zeker of het dezelfde Epe is. In 1580 was Van Bootsma betrokken bij het opmaken van een lijst van geestelijke goederen in Kollumerland. Op 23 oktober 1582 werd Van Bootsma benoemd tot grietman van Kollumerland en Nieuwkruisland. Daarnaast was hij ook dijkgraaf van Kollumerland en Nieuwkruisland. Ten tijde van zijn grietmanschap in 1583 wordt het voor het eerst melding gemaakt van plannen om het Dokkumergrootdiep af te sluiten, hetgeen pas in 1729 zou gebeuren. Reeds in 1584 doet Van Bootsma afstand van het ambt ten gunste van Jelger van Feytsma, neef van Ofke van Mellema, grietenijsecretaris onder Van Bootsma. Van Bootsma woonde in 1589 met zijn vrouw in Leeuwarden.

## Huwelijk en kinderen
Van Bootsma trouwde met Rints van Aesgema (1545->1598), dochter van Gabbe van Aesgema en Rints van Beyma. Het echtpaar kreeg vijf kinderen onder wie:
- Frouck van Bootsma, (†1587), trouwde met Tiete van Popma (†1620), zoon van Aesge van Popma en Ymck van Hettinga. Tiete hertrouwde met Anna van Feytsma, dochter van Hessel van Feytsma en Wilsck van Heemstra.
- Hessel van Bootsma (†1622/1631), trouwde met Syts van Feytsma (†1609), dochter van Gerrolt van Feytsma en Anna van Camstra.
- Gabbe van Bootsma (†>1615), trouwde met Juliana Sloet. Hij was onder meer Volmacht namens Kollumerland.
- Haye van Bootsma.
- Bauck van Bootsma, trouwde met Pycke van Wyckel, gedeputeerde, zoon van Ids van Wyckel en Tjemck van Wyckel.